# لال‌لار
لال‌لار (به لاتین: Lallar) یک منطقه مسکونی در جمهوری آذربایجان است که در شهرستان جلیل‌آباد واقع شده است. لال‌لار ۵۷۹ نفر جمعیت دارد.